# Oscar Carlson
Oscar Conrad Carlson (20. marts 1840 i København – 19. marts 1864 ved Dybbøl) var en dansk maler. Oscar Carlsons Præmie er opkaldt efter ham.
Hans forældre var skomagermester Carl Carlson og Christiane Caroline Lorentzen. Han besøgte efter forberedelse hos F.F. Helsted Kunstakademiet i årene 1856-61, hvor han vandt den lille guldmedalje 1858. Især Niels Simonsen fik betydning for Carlsons tidligere værker, men i hans hovedværk: En Erklæring (1863), som udstilledes efter hans død, viste han sig som en meget lovende kunstner. Det er velovervejet i kompositionen, smukt og stilfærdigt i farven, ægte i karakteristikken af figurerne, og værkets alvor giver mindelser om Christen Dalsgaard. Carlson deltog som værnepligtig og siden sekondløjtnant ved 10. infanteriregiment i krigen 1864, hvilket kostede ham livet, og tegnede under felttoget en række tegninger til Illustreret Tidende, som demonstrerer hans evne til at opfatte en situation både med lune og sikkerhed.
I Illustreret Tidende 10. april 1864, side 237 findes hans sidste tegning fra felten og side 325 hans portræt. Der findes også to fotografier, det ene i helfigur fra 1858 af Peter Most.
Han udstillede på Charlottenborg Forårsudstilling i årene 1859-64 (4 gange med 6 værker) og hans værker blev vist på Raadhusudstillingen i 1901.

## Værker
Malerier:
- Portræt af liggende hund (1859, solgt på Bruun Rasmussen Kunstauktioner i Vejle 24. februar 1994 som lot nr. 940)
- Et natligt forhør (1861, solgt på Bruun Rasmussen Kunstauktioner 9. september 2004 som lot nr. 1712)
- En erklæring (1863)
- En passiar på gårdspladsen (solgt på Bruun Rasmussen Kunstauktioner 31. august 1993 som lot nr. 112)
- Saxo Grammaticus (tidligere i Johan Hansens samling, solgt på Bruun Rasmussen Kunstauktioner 17. maj 2010 som lot nr. 629)
- Ved kirken (tidligere i Johan Hansens samling)
- Fra kirken (tidligere i Johan Hansens samling)
- En bondedreng (tidligere i Johan Hansens samling)
- En bondegård (tidligere i Johan Hansens samling)

Tegninger:
- Cand.phil. Casper Kahrs (1855, Frederiksborgmuseet)
- En snehytte ved forposterne i Sundeved (1864, sammesteds)
- Tegninger gengivet som xylografier i Illustreret Tidende: Arveprins Ferdinands bisættelse 19. juli 1863; Scener fra krigen, trykt 13. marts 1864, 20. marts 1864 og 10. april 1864.